# Schlackenfaser
Schlackenfaser (seltener Schlackefaser) ist eine künstliche Mineralfaser, die aus metallurgischen Schlacken (Hochofenschlacke) durch Zerblas- oder Schleuderverfahren in Form von Schlackenwolle (auch als Hüttenwolle bezeichnet), d. h. ungeordneten, lose zusammenhängenden Faserkollektiven der Schlackenfaser, in Ablagerungskammern oder unmittelbar auf Ablagebändern als Vlies abgelegt wird. Das Vlies kann durch Zugabe von Bindemitteln verfestigt werden. Die Schlackenwolle dient in unterschiedlichen Aufmachungsformen für Isolierungen aller Art, vor allem als Dämmstoff, dessen Anwendung gleichzeitig eine hohe Temperaturbeständigkeit erfordert.
Schlackenwolle wurde als erste Mineralwolleart in größerem Umfang schon seit dem 19. Jahrhundert hergestellt. Die erste kommerzielle Herstellung gelang 1871 im Stahlwerk des Georgs-Marien-Bergwerks- und Hüttenvereins in Georgsmarienhütte. Aufgrund der enthaltenen Schwermetalle und der krebsverdächtigen Faserstäube wird die Schlackenwolle heute nur noch selten zur Wärmedämmung eingesetzt. Sie wird aber noch zur Anschlussdichtung genutzt.